# Paramesacanthion paracanthospiculum
Paramesacanthion paracanthospiculum är en rundmaskart som beskrevs av Allgen 1959. Paramesacanthion paracanthospiculum ingår i släktet Paramesacanthion och familjen Enoplidae. Inga underarter finns listade i Catalogue of Life.